# Meidl Airport Fertőszentmiklós
A Meidl Airport Fertőszentmiklós egy 1997-ben megnyílt nemzetközi, kisgépes repülőtér Fertőszentmiklóson. Határközelisége miatt a külföldi turisták körében is kedvelt. A repülőtéren sétarepülési, taxirepülési, ejtőernyőzési és pilótaképzési szolgáltatások is igénybe vehetők.
A kifutópálya közel 1000 m hosszú és 23 m széles.
A repülőtér 3 hangárral rendelkezik, melyek alapterülete nagyobb, mint 2000 m².
A repülőtér könnyen megközelíthető, közvetlen a 85-ös főútvonal mellett, Sopronból Győr felé tartva Fertőszentmiklós előtt 2 km-re jobbra található.